# Денніс Беррі
Денніс Чарльз Беррі (англ. Dennis Charles Berry; 11 серпня 1944, Лос-Анджелес, Каліфорнія — 12 червня 2021, Париж) — американсько-французький режисер, актор та сценарист.

## Життєпис
Народився 11 серпня 1944 року у Лос-Анджелесі, Каліфорнія, в родині режисера Джона Беррі (1917—1999) та його першої дружини Гледіс Коул (Френкл). 1951 року, за часів маккартизму, родина вимушена була емігрувати до Франції. Акторську кар'єру розпочав у 13-річному віці, зігравши разом з Жулі Дассен в п'єсі Торнтона Вайлдера в Американському центрі в Парижі. 1967 року відбувся його кінодебют в фільмі «Колекціонерка» Еріка Ромера, за яким зіграв невеликі ролі в кількох стрічках, найвідоміша з яких «Борсаліно» (1970) з Жаном-Полем Бельмондо та Аленом Делоном. 1972 року одружився з Джин Сіберг, яка пізніше спільно з Ізабель Юппер зіграла в його режисерському дебюті «Великий екстаз» (1975). Врешті пара розірвала стосунки, офіційно лишаючись у шлюбі до смерті Сіберг за нез'ясованих обставин 1979 року.
1982 року одружився з Анною Каріною, яка зіграла в його стрічці «Остання пісня» (1986), і шлюб з якою протривав до її смерті 2019 року.
На початку 1990-х років почав працювати на телебаченні, був режисером телесеріалу «Горець» (1992—1998) з Едріаном Полом у ролі Дункана Мак-Лауда. 1996 року відзняв телефільм «Хлоя» з Маріон Котіяр та Анною Каріною. 2001-го року повернувся у кінематограф зі стрічкою «Вендетта (Лагуна)» за участю Генрі Кевілла, Еммануель Сеньє та Шарля Азнавура.
2016 року разом з Джуліусом Бергом виступив режисером мінісеріалу «Мата Харі» спільного виробництва Португалії, Росії та України, з Ваїною Джоканте у головній ролі.
Його молодший брат Арні Беррі (нар. 1982) від другого шлюбу батька з Міріам Боєр, також став актором, режисером та письменником.
Денніс Беррі помер 12 червня 2021 року у Парижі в 76-річному віці.

## Вибрана фільмографія

### Актор
- 1967 — Колекціонерка (фр. La Collectineuse) — Чарлі
- 1967 — П'ятеро хлопців у Сингапурі (фр. Cinq gars pour Singapour) — лейтенант Дан
- 1968 — Все вщент (фр. À tout casser) — Анж
- 1969 — Шалене кохання (фр. L'Amour fou) — Денніс / Пілад
- 1969 — Париж не існує (фр. Paris n'existe pas) — бітник
- 1969 — Поліна йде (фр. Paulina s'en va) — Олів'є
- 1970 — Обіцянка на світанку (англ. Promise at Dawn) — Бель-Гюль
- 1970 — Борсаліно (фр. Borsalino) — Ноно

### Режисер
- 1969 — Жожо не хоче показувати свої ноги (короткометражний) (фр. Jojo ne veut pas montrer ses pieds), також автор сценарію.
- 1975 — Великий екстаз (фр. Le Grand Délire), також автор сценарію.
- 1987 — Остання пісня (англ. Last Song), також автор сценарію.
- 1987—1989 — Арбалет (телесеріал) (англ. Crossbow), 18 епізодів.
- 1988 — Таємнича смерть Ніни Шеро (телефільм) (фр. La mort mystériuse de Nina Chéreau).
- 1989 — Святий: Блакитний Дюлак (телефільм) (англ. The Saint: The Blue Dulac).
- 1990 — Контрудар (телесеріал) (англ. Counterstrike), 1 епізод.
- 1992 — Сабіна, я уявляю (телефільм) (фр. Sabine, j'imagine).
- 1992—1998 — Горець (телесеріал) (англ. Highlander), 33 епізоди.
- 1996 — Хлоя (телефільм) (фр. Chloé), також автор сценарію.
- 1997 — Зоряна брама: SG-1 (телесеріал) (англ. Stargate SG-1), 2 епізоди.
- 1998 — Горець: Ворон (телесеріал) (англ. Highlander: The Raven), 6 епізодів.
- 2000 — Отрута (телефільм) (англ. Poison), також автор сценарію.
- 2001 — Мисливці за діамантами (мінісеріал) (англ. Diamond Hunters).
- 2001 — Ларго Вінч (телесеріал) (англ. Largo Winch), 1 епізод.
- 2002 — Вендетта (Лагуна) (фр. Vendetta (Laguna)).
- 2003 — Корпорація «Пригода» (телесеріал) (англ. Adventure Inc.), 1 епізод.
- 2005 — Детектив: Допит свідків (телефільм) (фр. Le détective: Contre-enquête).
- 2006 — Леа Паркер (телесеріал) (фр. Léa Parker), 2 епізоди.
- 2007 — Спис долі (мінісеріал) (фр. La lance de la destinée).
- 2008 — Біла рука (мінісеріал) (фр. La main blanche).
- 2008 — Дюваль і Моретті (телесеріал) (фр. Duval et Moretti), 5 епізодів.
- 2017 — Мата Харі (мінісеріал) (англ. Mata Hari), також автор сценарію.
- 2017 — Анна Каріна, пам'ятаймо (документальний) (фр. Anna Karina, souviens-toi), також автор сценарію.
- 2018 — Дикі (фр. Sauvages), також автор сценарію.